# Cruz Delgado
Cruz Delgado Palomo (Madrid, 12 de diciembre de 1929) es un historietista y director de animación español, especialmente conocido por series de televisión como Don Quijote de La Mancha, emitida en más de cien países, y Los Trotamúsicos.

## Biografía
Cruz Delgado empezó a trabajar como dibujante para la agencia de cómic Histograf hacia 1957. 
En 1956 entró en los estudios Moro, y más tarde en los Estudios Belvision de Bruselas.
En 1963 fundó Estudios Cruz Delgado. Su gran creación fue la serie de animación de Don Quijote de La Mancha para TVE, la cual fue emitida en 130 países y traducida a decenas de idiomas como turco, ruso o japonés. Años después creó Los Trotamúsicos, que también fue emitida en varios países.
Cruz está considerado como una leyenda de la historia de la animación en España. En 2021 el Ministerio de Cultura inició el trámite para incorporar los fondos gráficos del autor con destino a la Filmoteca Española.

## Obra
Historietística
| Años | Título                                 | Guionista       | Tipo  | Publicación              |
| ---- | -------------------------------------- | --------------- | ----- | ------------------------ |
| 1957 | Juanito Milhombres                     | Cruz Delgado    | Serie | Balalín                  |
| 1958 | El pirata Malapata y su grumete Emilín | Gustavo Alcalde | Serie | Pumby, Gulliver (1984)   |
| 1960 | Aventuras de Paco, Pepe y Colas        | Cruz Delgado    | Serie | 3 amigos                 |
| 1960 | Molécula, el niño precoz               | Cruz Delgado    | Serie | Amuca, Gulliver (1984)   |
| 1960 | Paco, el Rápido                        | Gustavo Alcalde | Serie | 3 amigos                 |
| 1963 | Fábulas                                | Cruz Delgado    | Serie | Duwarín, Gulliver (1984) |
| 1967 | El Canguro Boxy                        | Gustavo Alcalde | Serie | Chío                     |
| 1971 | Mapache                                | Cruz Delgado    | Serie | El Cuco, Gulliver(1984)  |
| 1974 | Mágica aventura                        | Gustavo Alcalde | Serie | Tele-Radio               |

Cinematográfica y televisiva
| Años | Título                   | Tipo                |
| ---- | ------------------------ | ------------------- |
| 1968 | Aventuras de Molécula    | Serie de televisión |
| 1973 | Mágica aventura          | Película            |
| 1978 | El desván de la fantasía | Película            |
| 1979 | Don Quijote de La Mancha | Serie de televisión |
| 1983 | Los viajes de Gulliver   | Película            |
| 1989 | Los 4 músicos de Bremen  | Película            |
| 1989 | Los Trotamúsicos         | Serie de televisión |

## Premios
- Premio Goya mejor película de animación Los cuatro músicos de Bremen, 1990
- Mención en el Festival de Moscú por Los cuatro músicos de Bremen, 1990
- Festival El Chupete Premio al mejor comunicador infantil, 2017
- Premio de Trayectoria Humanística de CinemaNet